# Định An Quốc
Định An Quốc (tiếng Trung: 定安國; tiếng Hàn Quốc: 정안국; 935 - 999) là một nhà nước kế thừa của vương quốc Bột Hải, được Liệt Vạn Hoa (Yeol Manhwa) thành lập tại khu vực Bàn Thạch, Liêu Ninh ngày nay. Định An Quốc trở thành quốc vùng đệm giữa Cao Ly và nhà Liêu cho đến cuối thế kỷ thứ 10. Theo Tống sử, Định An Quốc có nguồn gốc từ Mã Hàn. Khi nhà nước Định An Quốc bị đánh tan vỡ bởi cuộc xâm lược của nhà Liêu vào năm 986, họ đã giữ được vùng đất phía tây và tiếp tục chống lại nhà Liêu cho đến tận năm 999.

## Thành lập
Khi nhà Liêu của người Khiết Đan chinh phục Bột Hải (đời vua Đại Nhân Soạn) vào đầu năm 926, một vài triều thần của vương quốc dưới sự lãnh đạo của gia tộc Đại, đã thành lập nên Hậu Bột Hải vào tháng 12 năm 927. Một số lượng lớn quân nổi dậy đã nổi lên trên lãnh thổ Bột Hải trước đây sau cuộc chinh phục vương quốc của triều đại nhà Liêu từ năm 926, mặc dù hầu hết đều nhanh chóng bị quân Liêu đánh bại.
Sau khi chiến bại trước quân đội Đông Đan (đời vua Gia Luật Nguyễn) vào năm 935, vua của vương quốc Hậu Bột Hải họ Đại (không rõ tên) đã bị cựu tri phủ của Nam Hải phủ là Liệt Vạn Hoa (열만화, 烈萬華, Yeol Manhwa) và Ô Tế Hiển (오제현, 烏濟顯, Oh Je-hyeon) của gia tộc Ô tiến hành đảo chính. Vua của Hậu Bột Hải họ Đại đó đã bị lật đổ ngôi vua và bị giết chết ở Tây Kinh (nay là Lâm Giang, Cát Lâm, Trung Quốc). Với sự giúp đỡ của Ô Tế Hiển (오제현, 烏濟顯, Oh Je-hyeon) của gia tộc Ô, Liệt Vạn Hoa đã tự lập làm vua, định đô tại Tây Kinh (nay là Lâm Giang, Cát Lâm, Trung Quốc), đổi tên vương quốc sang Định An, lập ra Định An Quốc trong năm 935.

## Giao tranh vớiĐại Quang Hiển
Một số quý tộc họ Đại người Bột Hải vẫn trấn giữ thành Hốt Hãn (nay là Ninh An, Hắc Long Giang, Trung Quốc) và cai trị Long Tuyền phủ. Họ tuyên bố không phục tùng vua Liệt Vạn Hoa mà tuyên bố độc lập khỏi Định An Quốc, với quốc hiệu vẫn giữ nguyên là Hậu Bột Hải. Như vậy Định An Quốc chỉ cai trị 4 phủ là Long Nguyên phủ, Hiển Đức phủ, Trường Lĩnh phủ và Đồng Châu phủ.
Cảm thấy không cần thiết để vương quốc Đông Đan tồn tại bên cạnh mình, hoàng đế Gia Luật Đức Quang của Đại Khiết Đan quốc quyết định sáp nhập toàn bộ lãnh thổ vương quốc Đông Đan với 12 phủ (Hoàng Long phủ, Mạc Hiệt phủ, Định Lý phủ, An Biên phủ, Súy Tân phủ, Đông Bình phủ, Thiết Lợi phủ, Hoài Viễn phủ, An Viễn phủ, Liêu Đông phủ, Túc Châu phủ và Doanh Châu phủ) vào lãnh thổ Đại Khiết Đan quốc trong năm 936. Vua Gia Luật Nguyễn và nhiếp chính Đoan Thuận hoàng hậu Tiêu thị của vương quốc Đông Đan trở thành những tông thất của Đại Khiết Đan quốc. Vương quốc Đông Đan từ đây biến mất mãi mãi. Lực lượng chính của quân Liêu cũng rời khỏi khu vực của vương quốc Bột Hải cũ.
Vua Liệt Vạn Hoa sau đó đã phái binh tấn công Áp Lục phủ của thái tử Đại Quang Hiển. Hai bên giao chiến nhiều trận nhưng quân đội của Đại Quang Hiển thua trận, bị mất nhiều vùng đất thuộc Áp Lục phủ vào tay quân Định An Quốc do Liệt Vạn Hoa chỉ huy.
Quân đội của Đại Quang Hiển sau đó lần lượt bị Cao Ly (đời vua Cao Ly Thái Tổ) và Đại Khiết Đan quốc (đời vua Gia Luật Đức Quang) tấn công, bị đánh bại nhiều trận lớn. Sau khi nhận thấy thực lực của mình không thể chống lại người Khiết Đan và còn phải chịu ảnh hưởng từ việc phun trào núi lửa của núi Trường Bạch, thái tử Đại Quang Hiển dẫn nhiều người dân, quý tộc Bột Hải của mình đào thoát đến Cao Ly với hi vọng tập hợp sức mạnh để trả thù cho thất bại nhục nhã và sự sụp đổ của vương quốc Bột Hải. Đại Quang Hiển (khi đó hơn 40 tuổi) cùng với nhiều người Bột Hải (chủ yếu là người Bột Hải gốc Cao Câu Ly), gồm cả quý tộc Bột Hải đã chạy trốn tới láng giềng Cao Ly ở phía nam vào tháng 1 năm 937, tức năm thứ 17 đời vua Cao Ly Thái Tổ trị vì. Theo Cao Ly sử, số người tị nạn Bột Hải đi cùng thái tử lên tới hàng chục nghìn hộ gia đình. Vua Cao Ly Thái Tổ đón tiếp nhóm người của Đại Quang Hiển rất nồng hậu và được Cao Ly Thái Tổ đưa vào gia đình cầm quyền của Cao Ly, mang lại sự thống nhất của hai quốc gia kế thừa cho Cao Câu Ly.
Vua Liệt Vạn Hoa nhanh chóng phái quân Định An Quốc của mình đến trấn giữ những thành trì bỏ trống của quân đội Đại Quang Hiển tại Áp Lục phủ và Nam Hải phủ. Đến lúc này, Định An Quốc đã cai trị 6 phủ là Long Nguyên phủ, Hiển Đức phủ, Trường Lĩnh phủ, Áp Lục phủ, Nam Hải phủ và Đồng Châu phủ.

## Giao tranh vớiĐại Khiết Đan quốc(về sau lànhà Liêu)
Năm 938, hoàng đế Gia Luật Đức Quang thấy Định An Quốc (đời vua Liệt Vạn Hoa) ở Mãn Châu đang khá mạnh nên nhân lúc núi Trường Bạch vừa phun trào ở Định An Quốc thì phái quân Khiết Đan tấn công Định An Quốc theo nhiều hướng. Quân Khiết Đan thế như chẻ tre, liên tục đánh chiếm Đồng Châu phủ, Long Nguyên phủ và Nam Hải phủ của Định An Quốc. Định An Quốc chỉ còn lại 3 phủ là Hiển Đức phủ, Trường Lĩnh phủ và Áp Lục phủ. Quân Khiết Đan tiếp tục đánh chiếm vài thành trì phía tây của Trường Lĩnh phủ và Áp Lục phủ, sau đó đánh chiếm tiếp vài thành trì phía đông của Hiển Đức phủ, khiến cho lãnh thổ của Định An Quốc bị thu hẹp đáng kể. Sau đó, do vua Liệt Vạn Hoa đã chỉ huy quân dân Định An Quốc chống trả quyết liệt nên quân Khiết Đan tạm dừng chiến dịch chinh phục Định An Quốc này lại.
Sau cuộc chiến này, Liệt Vạn Hoa đã lập một căn cứ quân sự tại lưu vực sông Áp Lục, bắt đầu tuyển chọn và xây dựng lực lượng quân đội hùng mạnh cho Định An Quốc.
Cùng năm 938 có 3000 hộ gia đình Bột Hải di cư đến Cao Ly và được vua Cao Ly Thái Tổ thu nhận.

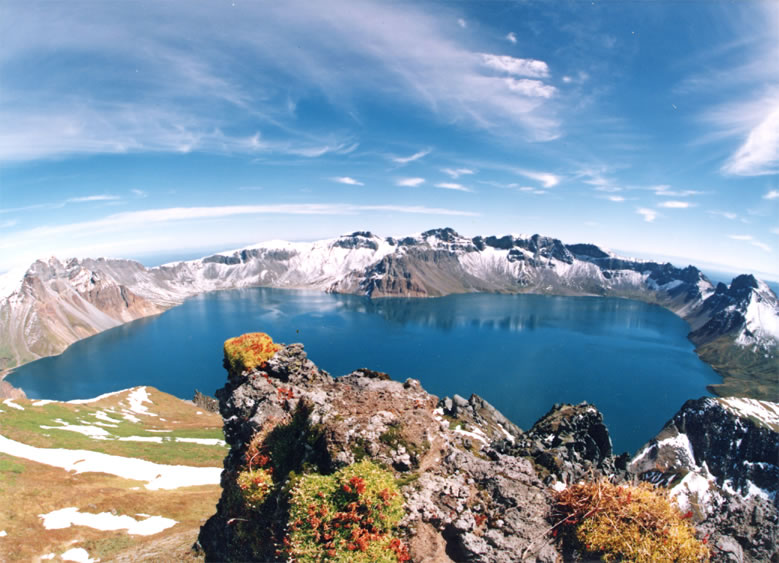
Thiên Trì thuộc núi Trường Bạch - Hõm chảo núi lửa lớn nhất thế giới.

Thời gian này vụ phun trào của núi Trường Bạch tiếp tục giáng những đòn mạnh vào lực lượng còn sống sót của người Bột Hải tại Định An Quốc (đời vua Liệt Vạn Hoa) dựa trên các ghi chép về sự di cư ồ ạt của người Bột Hải đến bán đảo Liêu Đông của Đại Khiết Đan quốc (đời vua Gia Luật Đức Quang) và đến bán đảo Triều Tiên của Cao Ly (đời vua Cao Ly Thái Tổ). Theo Wittfogel và Feng, một cuộc điều tra dân số không ghi ngày tháng của người Khiết Đan cho thấy số hộ gia đình người Bột Hải ở Liêu Dương của Đại Khiết Đan quốc vào khoảng 100.000 hộ, nếu tính 1 hộ có 5 thành viên tức là khoảng nửa triệu người Bột Hải đang sinh sống ở Liêu Dương vào lúc đó.
Theo Nihon Kiryaku (Biên niên sử Nhật Bản), ngày 19 tháng 2 năm 944, vào khoảng nửa đêm, có tiếng rung chuyển mạnh ở phía đông của Nhật Bản (đời Thiên hoàng Suzaku), có lẽ chính là núi Trường Bạch đang phun trào dữ dội trong lãnh thổ của Định An Quốc (đời vua Liệt Vạn Hoa).
Vụ phun trào thiên niên kỷ của núi Trường Bạch trong lãnh thổ Định An Quốc (đời vua Liệt Vạn Hoa) được cho là đã thải ra một khối lượng lớn chất dễ bay hơi vào tầng bình lưu, có khả năng dẫn đến tác động lớn đến khí hậu trên toàn thế giới, mặc dù các nghiên cứu gần đây hơn chỉ ra rằng vụ phun trào thiên niên kỷ của núi lửa Bạch Đầu (Baekdu) trong dãy núi Trường Bạch có thể chỉ giới hạn ở các tác động khí hậu khu vực. Tuy nhiên, có một số hiện tượng bất thường về khí tượng những năm 945 đến năm 948 có thể liên quan đến Vụ phun trào thiên niên kỷ này. Sự kiện được cho là đã gây ra mùa đông núi lửa. Theo Cựu Ngũ Đại sử, ngày 4 tháng 4 năm 945 có tuyết rơi dày đặc ở Đại Khiết Đan quốc (đời vua Gia Luật Đức Quang) và Hậu Tấn (đời vua Hậu Tấn Xuất Đế).
Theo Cao Ly sử, vào năm đầu tiên trị vì của vua Cao Ly Định Tông của Cao Ly (năm 946), "tiếng sấm từ trống trời" vang lên ở phía bắc khiến hoàng cung Khai Thành của Cao Ly bị náo động lớn. Đó có lẽ là do vụ phun trào núi lửa thiên niên kỷ của núi Trường Bạch trong lãnh thổ Định An Quốc (đời vua Liệt Vạn Hoa). Khai Thành cách núi lửa Bạch Đầu (Baekdu) trong dãy núi Trường Bạch khoảng 470 km, khoảng cách mà người ta có thể nghe thấy vụ phun trào thiên niên kỷ. Năm đó trời ầm ầm kêu gào hai lần, Cao Ly Định Tông khiếp sợ đến mức phải hạ lệnh đại xá toàn quốc Cao Ly. Những người bị kết án đều được triều đình Cao Ly ân xá và giải thoát.
Theo Lịch sử đền Heungboksa (Biên niên sử Kōfukuji) đã ghi lại một quan sát đặc biệt thú vị ở Nara, Nhật Bản (đời Thiên hoàng Murakami), cách ngọn núi Trường Bạch khoảng 1.100 km (680 mi) về phía đông nam:
Vào ngày 3 tháng 11 năm 946, buổi tối, "mưa tro trắng" từ bầu trời phía đông nhẹ nhàng rơi xuống Nhật Bản như tuyết.
"Mưa tro trắng" đó có thể là sự rơi tro trắng từ vụ phun trào núi lửa Bạch Đầu (Baekdu) trong dãy núi Trường Bạch tại lãnh thổ Định An Quốc (đời vua Liệt Vạn Hoa).
Một hồ miệng núi lửa lớn, gọi là hồ Thiên Trì (천지, 天池), đã xuất hiện trong một hõm chảo núi lửa trên đỉnh ngọn Trường Bạch. Hõm chảo được hình thành bởi vụ phun trào VEI 7 "Thiên niên kỷ" hoặc "Tianchi" trong năm 946 này, phun trào khoảng 100-120 km3 (24-29 cu mi) của mạt vụn núi lửa. Đây là một trong những vụ phun trào lớn nhất và dữ dội nhất trong 5.000 năm qua (cùng với vụ phun trào Minoan, vụ phun trào Hatepe của hồ Taupo vào khoảng năm 180, vụ phun trào núi Samalas năm 1257 gần núi Rinjani và vụ phun trào núi Tambora năm 1815). Vụ phun trào, có mạt vụn núi lửa đã được tìm thấy ở khu vực phía nam của Hokkaidō, Nhật Bản và xa tận Greenland, đã phá hủy phần lớn đỉnh núi lửa, để lại một miệng núi lửa ngày nay được lấp đầy bởi Thiên Trì.
Theo Cựu Ngũ Đại sử, do tác động của vu phun trào núi lửa ở dãy núi Trường Bạch thuộc Định An Quốc (đời vua Liệt Vạn Hoa), ngày 28 tháng 11 năm 946 có hiện tượng băng men (xảy ra khi mưa đóng băng hoặc mưa phùn chạm vào bề mặt) ở Đại Khiết Đan quốc (đời vua Gia Luật Đức Quang) và Hậu Tấn (đời vua Hậu Tấn Xuất Đế). Tiếp đó, vào ngày 7 tháng 12 năm 946 có hiện tượng sương mù quy mô lớn bao phủ tất cả các loài thực vật ở Đại Khiết Đan quốc (đời vua Gia Luật Đức Quang) và Hậu Tấn (đời vua Hậu Tấn Xuất Đế). Vào ngày 31 tháng 1 năm 947 có hiện tượng tuyết rơi hơn mười ngày, gây ra tình trạng thiếu lương thực và nạn đói ở Đại Khiết Đan quốc (đời vua Gia Luật Đức Quang) và vùng Trung Nguyên (khi đó đang bị vua Gia Luật Đức Quang chiếm đóng).
Sau đó Dai Nihon Kokiroku (Nhật ký cũ của Nhật Bản) và Nihon Kiryaku (Biên niên sử Nhật Bản) đều ghi lại một vụ náo động lớn trong cùng một ngày ở phía đông Nhật Bản (đời Thiên hoàng Murakami):
Vào ngày 7 tháng 2 năm 947, có một âm thanh lớn trên bầu trời phía đông giống như "tiếng sấm trống".
"Tiếng sấm trống" đó đã được nghe thấy ở thành phố Kyoto (Nhật Bản), cách núi Trường Bạch khoảng 1.000 km (620 dặm) về phía đông nam. Điều đó chứng tỏ rằng vụ phun trào núi lửa Bạch Đầu (Baekdu) trong dãy núi Trường Bạch tại lãnh thổ Định An Quốc (đời vua Liệt Vạn Hoa) là cực kỳ dữ dội. Theo Tài liệu khí tượng lịch sử Nhật Bản, do tác động của vu phun trào núi lửa ở dãy núi Trường Bạch thuộc Định An Quốc (đời vua Liệt Vạn Hoa), từ ngày 24 tháng 2 năm 947 đến ngày 23 tháng 4 năm 947 có hiện tượng mùa xuân ấm áp tại Nhật Bản (đời Thiên hoàng Murakami), trong khi mùa xuân tại Nhật Bản bình thường là phải lạnh. Sau đó, ngày 14 tháng 5 năm 947 lại có hiện tượng sương giá và lạnh như mùa đông khắc nghiệt ở Nhật Bản (đời Thiên hoàng Murakami).
Sang tháng 12 năm 947, núi Trường Bạch mới chính thức kết thúc việc phun trào núi lửa lớn nhất thế kỷ X (sau 22 năm phun trào liên tục từ năm 925), vua Liệt Vạn Hoa bắt tay vào việc ổn định lại đời sống dân cư của Định An Quốc xung quanh núi Trường Bạch đó.
Theo Cựu Ngũ Đại sử, do tác động của vu phun trào núi lửa ở dãy núi Trường Bạch thuộc Định An Quốc (đời vua Liệt Vạn Hoa), ngày 16 tháng 12 năm 947, ngày 25 tháng 12 năm 947 và ngày 6 tháng 1 năm 948 có hiện tượng băng men (xảy ra khi mưa đóng băng hoặc mưa phùn chạm vào bề mặt) ở nhà Liêu (đời vua Liêu Thế Tông) và Hậu Hán (đời vua Hậu Hán Cao Tổ). Ngày 24 tháng 10 năm 948 có hiện tượng tuyết rơi dày đặc ở Khai Phong của Hậu Hán (đời vua Hậu Hán Ẩn Đế), trong khi tuyết chỉ rơi nhẹ ở Khai Phong tầm tháng 11 hoặc tháng 12 trong nhiều năm trước đó.
Nhiều người tị nạn Bột Hải đã trốn sang Cao Ly (đời vua Cao Ly Quang Tông) do các chính sách ủng hộ Bột Hải vào giữa thế kỷ thứ 10. Trong vài thập kỷ đầu tiên sau khi vương quốc Bột Hải sụp đổ, những người tị nạn Bột Hải đã được triều đình Cao Ly chào đón. Tuy nhiên, có vẻ như rất ít người tị nạn Bột Hải giữ được các vị trí cao ở Cao Ly vì việc phục vụ trong chính quyền nhà Liêu (đời vua Liêu Thế Tông) mang lại nhiều lợi ích hơn. Theo biên niên sử Cao Ly thì chỉ có sáu cái tên của các quan chức cấp cao Cao Ly gốc Bột Hải.
Định An Quốc của vua Liệt Vạn Hoa được ghi chép là đã tranh thủ sự giúp đỡ của các bộ lạc lân cận với hi vọng lật đổ nhà Liêu (đời vua Liêu Mục Tông), song đã thất bại.
Theo Cao Ly sử, khoảng năm 959, người Nữ Chân (hậu duệ của vương quốc Bột Hải và người Mạt Hạt) vượt sông Áp Lục đến cư ngụ ở khu vực núi Bạch Đầu thuộc dãy núi Trường Bạch của Định An Quốc (đời vua Liệt Vạn Hoa).
Năm 962, vua Cao Ly Quang Tông của Cao Ly lập liên minh với nhà Tống (đời vua Tống Thái Tổ) ở miền trung Trung Quốc và theo đuổi chính sách bành trướng về phía bắc. Ngoài ra, quốc gia của người Bột Hải là Định An Quốc (đời vua Liệt Vạn Hoa) ở vùng giữa sông Áp Lục còn tiến hành lập liên minh với nhà Tống và Cao Ly để chống lại nhà Liêu (đời vua Liêu Mục Tông).
Năm 970, vua Liệt Vạn Hoa phái sứ giả sang nhà Tống (đời vua Tống Thái Tổ) để cống nạp và thiết lập quan hệ ngoại giao lâu dài giữa hai nước Định An Quốc và nhà Tống. Ngoài ra, vua Liệt Vạn Hoa cũng phái sứ giả đi cống nạp cho người Nữ Chân lân cận. Theo ghi chép lịch sử chính thức của Trung Quốc thì nhà Tống cho rằng nguồn gốc của người Định An Quốc có thể bắt nguồn từ liên minh cũ của Mã Hàn. Tuy nhiên, liên minh Mã Hàn ở phía nam xa xôi của bán đảo Triều Tiên đã biến mất gần một thiên niên kỷ vào thế kỷ thứ 10, và nhiều học giả coi ghi chép này, được viết vào thời nhà Nguyên, là một sai sót.
Vua Liêu Cảnh Tông của nhà Liêu đã có Tiêu Xước là hoàng hậu nhưng ông ta vẫn nạp một cô gái thuộc vương tộc Bột Hải làm phi (gọi là Bột Hải phi) và một cô gái họ Mỗ (gọi là Mỗ thị) làm phi.
Năm 975 vua Liêu Cảnh Tông phát động một cuộc xâm lược lớn vào hậu duệ của vương quốc Bột Hải là Định An Quốc (đời vua Liệt Vạn Hoa). Tuy nhiên quân Khiết Đan của Liêu Cảnh Tông đã bị quân Định An Quốc của Liệt Vạn Hoa đánh bại. Quân Khiết Đan của Liêu Cảnh Tông phải lui quân.
Sau cuộc chiến này, một số tướng lĩnh người Bột Hải của nhà Liêu đã nổi dậy đánh chiếm thành Phù Châu (nay là Khai Nguyên, Liêu Ninh, Trung Quốc) của nhà Liêu, lập ra vương quốc Yên Pha (頗頗 Yeonpa), tuyên bố chống lại nhà Liêu của vua Liêu Cảnh Tông. Kinh đô của vương quốc Yên Pha đặt tại Phù Châu.
Gia tộc họ Liệt cai trị Định An Quốc bị thay thế bởi gia tộc họ Ô vào năm 976 sau một cuộc binh biến lớn trên khắp vương quốc. Vua Liệt Vạn Hoa bị giết chết. Nhiều vương tộc họ Liệt cũng bị giết. Vương quốc Định An nằm dưới quyền của Ô Huyền Minh (오현명, 烏玄明, Oh Hyeon-myeong) - hậu duệ của Ô Tế Hiển (người từng giúp Liệt Vạn Hoa thành lập Định An Quốc vào năm 935). Các nhà sử học Triều Tiên và Hàn Quốc đưa ra giả thuyết rằng việc gia tộc họ Ô thay thế Gia tộc họ Liệt bằng hành vi bạo lực có thể đã đóng một vai trò nào đó trong việc hủy diệt Định An Quốc. Ô Huyền Minh tự lập làm vua của Định An Quốc và bổ nhiệm dòng tộc họ Ô của mình vào các chức vụ quan trọng của Định An Quốc. Thành Tây Kinh (nay là Lâm Giang, Cát Lâm, Trung Quốc) tiếp tục được vua Ô Huyền Minh chọn làm kinh đô của vương quốc.
Theo Cao Ly sử, hàng chục ngàn người Bột Hải tị nạn đã chạy trốn từ Định An Quốc đến Cao Ly (đời vua Cao Ly Cảnh Tông) vào năm 979. Đây là sự kiện được ghi nhận là cuộc di cư của người Bột Hải lớn nhất kể từ cuộc di cư năm 937 khi thái tử Đại Quang Hiển của vương quốc Bột Hải dẫn hàng chục ngàn người Bột Hải tị nạn vào Cao Ly (đời vua Cao Ly Thái Tổ).
Năm 981, vua Ô Huyền Minh phái quân Định An Quốc tấn công vương quốc Yên Pha. Quân Yên Pha liên tục bại trận. Quân Định An Quốc bao vây kinh thành Phù Châu (nay là Khai Nguyên, Liêu Ninh, Trung Quốc) của vương quốc Yên Pha. Vua của vương quốc Yên Pha tuyên bố đầu hàng quân Định An Quốc. Vua Ô Huyền Minh sáp nhập lãnh thổ của vương quốc Yên Pha vào lãnh thổ Định An Quốc của mình. Việc này đe dọa đến nhà Liêu của vua Liêu Cảnh Tông. Một số quý tộc và dân chúng Bột Hải của vương quốc Yên Pha đã di tản sang vương quốc Hậu Bột Hải ở kinh thành Hốt Hãn (nay là Ninh An, Hắc Long Giang, Trung Quốc).
Cùng năm 981, vua Ô Huyền Minh đã cử một sứ giả đến nhà Tống (đời vua Tống Thái Tông) và đưa ra chiến dịch gọng kìm chống lại nhà Liêu (đời vua Liêu Cảnh Tông). Vua Ô Huyền Minh tuyên bố rằng người dân của ông ta là tàn dư của vương quốc Bột Hải sống trên vùng đất cũ của Cao Câu Ly, không phải là liên minh Mã Hàn. Mục đích của sứ mệnh triều cống nhà Tống của Định An Quốc lần này là đề nghị nhà Tống cùng Định An Quốc lập liên minh và bắt đầu một cuộc tấn công chung chống lại nhà Liêu, nhưng nhà Tống của Thái Tông đã từ chối đề nghị này do e ngại sức mạnh quân sự của nhà Liêu.
Khi đó hậu duệ của vương quốc Bột Hải (quốc gia kình địch của của nhà Liêu) là Định An Quốc (đời vua Ô Huyền Minh) vẫn đang tồn tại trong lãnh thổ cũ của vương quốc Bột Hải. Điều đó khiến cho nhà Liêu (đời vua Liêu Thánh Tông) e ngại về việc người Bột Hải của quốc gia này sẽ gây họa phía sau cho họ.
Năm 985 Tiêu thái hậu của nhà Liêu phái quân Khiết Đan chinh phục Định An Quốc (đời vua Ô Huyền Minh). Tuy nhiên quân Khiết Đan đã bị quân Định An Quốc đánh bại. Không thể trừ khử mối đe dọa, nhà Liêu quyết định dựng nên ba pháo đài với quân đồn trú ở khu vực thung lũng sông Áp Lục.
Biết được sức mạnh quân sự của nhà Tống (đời vua Tống Thái Tông) yếu hơn so với nhà Liêu (đời vua Liêu Thánh Tông) và thường thua trận trước họ, cùng năm 985, vua Ô Huyền Minh cử sứ giả đến Cao Ly (đời vua Cao Ly Thành Tông) và cầu cứu. Nhưng vua Cao Ly Thành Tông đã từ chối lời đề nghị đó và đã dùng vũ lực đuổi sứ giả Định An Quốc ra ngoài hoàng cung.

## Diệt vong và tàn dư
Tháng 12 năm 985 Tiêu thái hậu của nhà Liêu lại phái quân Khiết Đan chinh phục Định An Quốc (đời vua Ô Huyền Minh). Thành Phù Châu (nay là Khai Nguyên, Liêu Ninh, Trung Quốc), thành Hà Châu (nay là Hoa Điện, Cát Lâm, Trung Quốc) và thành Nô Châu (nay là Thông Hóa, Cát Lâm, Trung Quốc) của Định An Quốc nhanh chóng bị quân Khiết Đan đánh hạ.
Nhân dân Bột Hải trong lãnh thổ Định An Quốc đều không thần phục vua Ô Huyền Minh (do Ô Huyền Minh từng làm binh biến lớn cướp ngôi vua của vua Liệt Vạn Hoa vào 10 năm trước) nên họ đã quy hàng và dẫn dắt quân Khiết Đan công hạ kinh đô Tây Kinh (nay là Lâm Giang, Cát Lâm, Trung Quốc) của Định An Quốc. Kinh đô Tây Kinh thất thủ vào tháng 1 năm 986. Nhân dân Bột Hải dẫn quân Khiết Đan đi bắt vua Ô Huyền Minh. Định An Quốc bị sụp đổ và bị sáp nhập vào lãnh thổ nhà Liêu (đời vua Liêu Thánh Tông). Người Bột Hải tiếp tục di cư đến Cao Ly (đời vua Cao Ly Thành Tông). Điều này khiến cho Cao Ly Thành Tông lo lắng. Các hành động quân sự này của nhà Liêu diễn ra rất gần với lãnh thổ Cao Ly, cộng thêm nhà Liêu từng dự tính xâm lược vào Cao Ly năm 947 (song hủy bỏ), cùng quan hệ ngoại giao và văn hóa bền chặt giữa Cao Ly và nhà Tống, quan hệ nhà Liêu-Cao Ly do vậy cực kỳ kém. Cả nhà Liêu và Cao Ly đều nhìn nhận đối phương như một mối đe dọa quân sự; nhà Liêu sợ rằng Cao Ly sẽ cố gắng kích động các cuộc nổi loạn trong số cư dân Bột Hải sống tại lãnh thổ Liêu, trong khi Cao Ly lo sợ bị nhà Liêu xâm lược.
Năm 990, Liêu Thánh Tông đem một cô gái họ Tiêu (gọi là Tiêu thị) thuộc vương tộc Bột Hải (cháu gái của hoàng gia Bột Hải) gả cho em trai mình là Gia Luật Long Khánh (耶律隆庆). Sang năm 991, Tiêu thị đó đã hạ sinh Gia Luật Tông Giáo (991 - 1053). Gia Luật Tông Giáo trở thành một tướng Liêu mang hai dòng máu hoàng gia Bột Hải và hoàng gia Khiết Đan.
Mặc dù Định An Quốc chính thức thất thủ vào năm 986, nhưng các ghi chép cho thấy cuộc kháng chiến của người Bột Hải chống lại nhà Liêu vẫn tiếp tục ở vùng phía tây, bất chấp sự sụp đổ của nhà nước Định An Quốc và nhà Liêu phải thiết lập ba tiền đồn quân sự ở hạ lưu sông Áp Lục khi họ chính thức sáp nhập tàn dư Định An Quốc vào năm 991.
Tuy nhiên tàn dư cuối cùng của cuộc kháng chiến của người Bột Hải từ Định An Quốc trước đây thật sự bị nhà Liêu tiêu diệt sạch sẽ vào năm 999. Người Bột Hải tiếp tục di cư đến Cao Ly (đời vua Cao Ly Mục Tông). Việc này đã đe dọa đến Cao Ly.
Crossley tin rằng theo ghi chép của Cao Ly, những người tị nạn Bột Hải chỉ đến Cao Ly theo nhóm từ vài trăm đến vài nghìn người. Crossley gợi ý rằng tổng số người Bột Hải đến Cao Ly không thể nhiều hơn 100.000, trong khi hàng triệu người Bột Hải vẫn ở trong các vùng lãnh thổ do nhà Liêu (đời vua Liêu Thánh Tông) kiểm soát. Theo Crossley, cũng không rõ liệu họ ở lại, quay lại Bột Hải hay chuyển đi nơi khác như nhà Tống hay Nhật Bản. Theo Kim, giữa thế kỷ 10 và 11, 30.000 hộ gia đình Bột Hải (hơn 100.000 người Bột Hải) đã di cư đến Cao Ly, 94.000 hộ gia đình địa phương (470.000 cư dân Bột Hải) bị người Liêu trục xuất và chỉ có 20.000 gia đình Bột Hải sống ở vùng lãnh thổ cũ của vương quốc Bột Hải, một con số nhỏ hơn đáng kể so với những người di cư đến Cao Ly. Các nhà sử học Triều Tiên và Hàn Quốc thường ước tính có khoảng 100.000 đến 200.000 người Bột Hải đã chạy trốn khỏi lãnh thổ cũ của Bột Hải để đến Cao Ly. Giáo sư sử học Park Jong-gi ước tính rằng có 120.600 người Bột Hải đã chạy trốn khỏi lãnh thổ cũ của Bột Hải để đến Cao Ly, và riêng họ đã chiếm khoảng 6,3% trong tổng số khoảng 2 triệu dân Cao Ly thời kỳ đầu của Cao Ly.
Vương quốc Hậu Bột Hải của vương tộc họ Đại tại thành Hốt Hãn (nay là Ninh An, Hắc Long Giang, Trung Quốc) thuộc Long Tuyền phủ vẫn duy trì tồn tại cho đến tận năm 994 thì bị một thuộc tướng có nguồn gốc từ vương quốc Yên Pha tên là Ô Chiêu Đạc (烏昭度, Oh So-do) lật đổ, đổi quốc hiệu sang Ô Nha (올야, 兀惹, Olya). Kinh thành Hốt Hãn trở thành kinh thành Ô Xá của vương quốc Ô Nha. Tầng lớp thống trị quý tộc họ Ô này là một trong những tầng lớp quý tộc truyền thống của Bột Hải khi xưa. Tuy nhiên người dân của vương quốc Ô Nha đa phần là người Nữ Chân. Sang năm 996, vương quốc Ô Nha (đời vua Ô Chiêu Đạc) trở thành quốc gia chư hầu của nhà Liêu (đời vua Liêu Thánh Tông). Sau đó vua Ô Chiêu Đạc mất, con là Ô Chiêu Khánh (烏昭慶, Oh So-gyeong) lên kế vị ngôi vua. Từ năm 1004 đến năm 1022 người Nữ Chân và người Thiết Lợi Mạt Hạt đã bắt bớ những người dân Bột Hải của vương quốc Ô Nha và cống nạp hết mình cho nhà Liêu (đời vua Liêu Thánh Tông), khiến cho vương quốc Ô Nha bị suy yếu nhanh chóng do thiếu con người làm việc, thiếu nhân lực lao động. Cùng năm 1022 vua Ô Chiêu Khánh mất, dòng họ Ô tiếp tục cai trị vương quốc Ô Nha cho đến năm 1114 thì bị bộ tộc Nữ Chân (đời thủ lĩnh Hoàn Nhan A Cốt Đả) tiêu diệt và bị sáp nhập vào bộ tộc Nữ Chân.

## Cai trị
1. Liệt Vạn Hoa (열만화, 烈萬華, Yeol Manhwa, 935? - 954? or 976?)
2. Ô Huyền Minh (오현명, 烏玄明, Oh Hyeon-myeong, 976 - 986)